# St. Peter am Hart
St. Peter am Hart (auch Sankt Peter am Hart) ist eine Gemeinde in Oberösterreich im Bezirk Braunau am Inn im Innviertel mit 2580 Einwohnern (Stand 1. Jänner 2024).

## Geografie
Sankt Peter am Hart liegt auf 372 m Höhe. Die Ausdehnung beträgt von Nord nach Süd 6,4 km, von West nach Ost 6 km. Die Gesamtfläche beträgt 22,9 km². 14,8 % der Fläche sind bewaldet, 62,9 % landwirtschaftlich genutzt.
Das Gemeindegebiet erstreckt sich zwischen dem Inn im Norden und dem Hartwald im Süden. Durch den Aufstau des Inns hat sich die Hagenauer Bucht gebildet, die einen wertvollen Lebensraum für zahlreiche Vogelarten darstellt und Teil des Naturschutzgebietes Unterer Inn ist.

### Gemeindegliederung
Das Gemeindegebiet umfasst folgende Ortschaften (in Klammern Einwohnerzahl Stand 1. Jänner 2024):
- Aching (97)
- Aham (45)
- Aselkam (172)
- Bergham (129)
- Bogenhofen (327)
- Dietfurt (184)
- Guggenberg (12)
- Hagenau (202)
- Hart (14)
- Heitzenberg (33)
- Hundslau (5)
- Jahrsdorf (190)
- Meinharting (5)
- Moos (142)
- Nöfing (100)
- Ofen (91)
- Reikersdorf (265)
- Sankt Peter am Hart (535)
- Schickenedt (13)
- Spraid (Einzelhäuser und Hausgruppen)[3] (10)
- Wimm (Einzelhäuser und Hausgruppen)[3] (9)

und folgende Orte (nicht vollständig)
- Haidfeld (Dorf)[3]
- Luisenhöhe (Dorf)[3]
- Mooswiesen (Dorf)[3]
- Neubergham (Dorf)[3]
- Oberreikersdorf (Dorf)[3]

Die Gemeinde besteht aus den Katastralgemeinden Anzing, Hagenau und St. Peter.
Der zuständige Gerichtsbezirk ist der Gerichtsbezirk Braunau am Inn.

### Nachbargemeinden
|                | Deutschland                                 |                  |
| Braunau am Inn | Kompassrose, die auf Nachbargemeinden zeigt | Mining           |
|                | Burgkirchen                                 | Weng im Innkreis |

## Geschichte
Seit Gründung des Herzogtums Bayern war St. Peter am Hart bis 1779 bayrisch. Aus dem Dorf Aham im Gemeindegebiet von St. Peter am Hart stammte das später in den Grafenstand aufgestiegene Adelsgeschlecht der Ahamer oder auch Ahaimer.
St. Peter am Hart kam nach dem Frieden von Teschen 1779 zusammen mit den östlich des Inn gelegenen Gebieten des kurfürstlichen Rentamtes Burghausen, die bis dahin „Innbaiern“ geheißen hatten, als „Innviertel“ zu Österreich. Der Untere Inn, der bis dahin in erster Linie ein Handelsweg innerhalb Bayerns gewesen war, wurde damit zum Grenzfluss zwischen dem Kurfürstentum Bayern und Österreich ob der Enns. Während der Napoleonischen Kriege wieder kurz bayrisch, gehört St. Peter am Hart seit 1816 (Vertrag von München) endgültig zu Oberösterreich. Nach dem Anschluss Österreichs an das Deutsche Reich am 13. März 1938 gehörte der Ort zum Reichsgau Oberdonau. Nach 1945 erfolgte die Wiederherstellung Oberösterreichs.

### Einwohnerentwicklung
1991 hatte die Gemeinde laut Volkszählung 2.069 Einwohner, 2001 dann 2.394 Einwohner. Die starke Zunahme erfolgte, da sowohl die Geburtenbilanz (+68) als auch die Wanderungsbilanz (+257) positiv waren. Von 2001 bis 2011 gab es eine leichte Abwanderung, die aber durch die Geburtenbilanz wettgemacht werden konnte, sodass die Bevölkerungszahl auf 2.421 Personen stieg.

## Kultur und Sehenswürdigkeiten

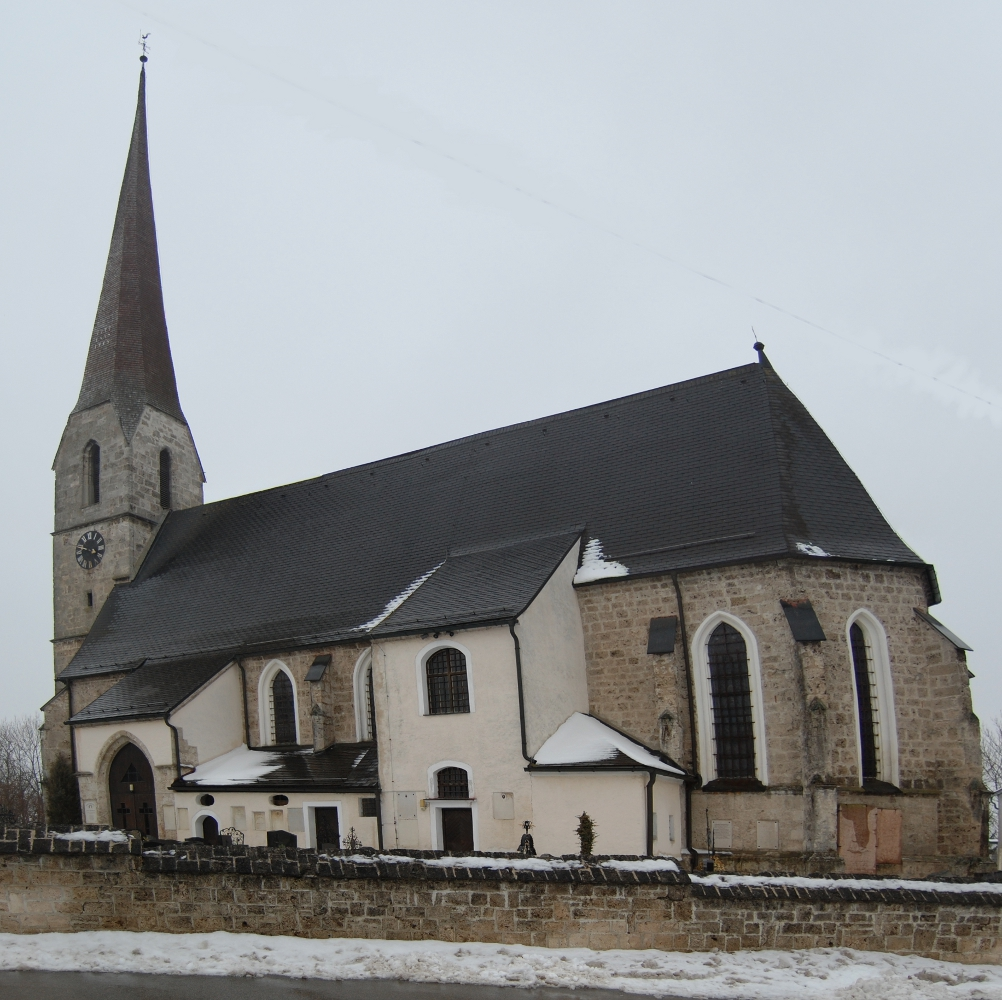
Pfarrkirche St. Peter am Hart

- Schloss Hagenau und Schlosskapelle Hagenau
- Schloss Bogenhofen
- Katholische Pfarrkirche St. Peter am Hart
- Katholische Filialkirche Bogenhofen hl. Andreas

## Wirtschaft und Infrastruktur
| In St. Peter sind rund 70 Personen in der Landwirtschaft beschäftigt, 130 im Produktionssektor und 270 in Dienstleistungsberufen. Im Produktionssektor überwiegt der Bereich Herstellung von Waren. Hier stieg die Anzahl der Erwerbstätigen von 21 im Jahr 2001 auf 93 im Jahr 2011. Stark ausgeprägt ist auch der Dienstleistungssektor. Hier arbeiten mehr als hundert Menschen im Handel und knapp unter hundert sind in sozialen und öffentlichen Diensten beschäftigt. Von den 1151 Erwerbstätigen, die 2011 in St. Peter wohnten, arbeiten 208 in der Gemeinde und 943 pendelten aus. Von der Umgebung kamen 256 Menschen, um in St. Peter am Hart zu arbeiten. | Hier fehlt eine Grafik, die leider im Moment aus technischen Gründen nicht angezeigt werden kann. Wir arbeiten daran! |

## Politik
Der Gemeinderat hat 25 Mitglieder.
- Mit den Gemeinderats- und Bürgermeisterwahlen in Oberösterreich 2003 hatte der Gemeinderat folgende Verteilung: 14 SPÖ, 9 ÖVP und 2 FPÖ.
- Mit den Gemeinderats- und Bürgermeisterwahlen in Oberösterreich 2009 hatte der Gemeinderat folgende Verteilung: 12 SPÖ, 10 ÖVP und 3 FPÖ.
- Mit den Gemeinderats- und Bürgermeisterwahlen in Oberösterreich 2015 hatte der Gemeinderat folgende Verteilung: 13 ÖVP, 7 SPÖ, 3 FPÖ und 2 GRÜNE.
- Mit den Gemeinderats- und Bürgermeisterwahlen in Oberösterreich 2021 hat der Gemeinderat folgende Verteilung: 11 ÖVP, 6 FPÖ, 4 SPÖ, 3 GRÜNE und 1 NEOS.[8][9]

### Bürgermeister
- bis 2015 Rüdiger Buchholz (SPÖ)
- seit 2015 Robert Wimmer (ÖVP)[10]

### Wappen
Offizielle Beschreibung des Gemeindewappens: Von Silber und Gold durch eine blaue Wellenleiste geteilt; oben zwei schwarze, schräggekreuzte Schlüssel mit abgewendeten Bärten, unten ein schwarzer Stierkopf im Visier. Die Gemeindefarben sind Grün-Gelb-Blau.
Die Schlüssel im 1981 verliehenen Gemeindewappen stehen als Attribut des hl. Petrus für den Pfarrpatron und Namensgeber des Ortes, die Wellenleiste steht für die Lage am Inn und wurde angelehnt an den Zackenschnitt der Pogenhofener. Der Stierkopf ist dem Wappen der Freiherren von Handel entnommen, den Besitzern von Schloss Hagenau und zeitweise auch von Schloss Bogenhofen.

## Persönlichkeiten

### Söhne und Töchter der Gemeinde
- Maximilian Handel (1889–1966), Gutsbesitzer und Politiker

### Mit der Gemeinde verbundene Persönlichkeiten
- Sepp Auer (* 1939), Hochschullehrer, Bildhauer und Installationskünstler
- Raimund Jeblinger (1853–1937), Architekt des Historismus
- Peter Rodek (* 1944), Politiker (ÖVP)